# Фонтане ди Лоцо (Варезе)
Фонтане ди Лоцо је насеље у Италији у округу Варезе, региону Ломбардија.
Према процени из 2011. у насељу је живело 1 становника. Насеље се налази на надморској висини од 985 м.